# ATC kód L03
ATC kód L03 Imunomodulační látky je hlavní terapeutická skupina anatomické skupiny L. Antineoplastika a imunomodulující léčiva .

## L03A Cytokiny a imunomodulátory/-stimulancia

### L03AA Faktory stimulující kolonie hematopoetických buněk (CSF)
L03AA02 Filgrastim
L03AA13 Pegfilgrastim

### L03AB Interferony
L03AB01 Interferon alfa přirozený
L03AB03 Interferon gamma
L03AB04 Interferon alfa-2a
L03AB05 Interferon alfa-2b
L03AB07 Interferon beta-1a
L03AB08 Interferon beta-1b
L03AB10 Peginterferon alfa-2b
L03AB11 Peginterferon alfa-2a

### L03AC Interleukiny
L03AC01 Aldesleukin

### L03AX Jiné cytokiny a imunomodulátory/-stimulancia
L03AX03 BCG vakcína
L03AX13 Glatirameracetát kopolymer

## Poznámka
- Registrované léčivé přípravky na území České republiky.
- Informační zdroj: Státní ústav pro kontrolu léčiv, Všeobecná zdravotní pojišťovna.